# Ель-Батіна
Ель-Батіна (араб. منطقة الباطنة) — регіон (мінтака) в Султанаті Оман.
- Адміністративний центр — Сохар (Сухар).
- Площа — 12500 км², населення — 772590 людина оманцев (2010 рік)

У 2011 році в ході адміністративно-територіальної реформи регіон розділився на дві мухафази: Північна Ель-Батіна і Південна Ель-Батіна (території уточнюються).

## Географія
Розташований на півночі, в приморській частині країни (узбережжя Оманської затоки). Простягається від Хатмат-Міляха на півночі до Рас-ель-Хамра на півдні, із заходу регіон обмежений горами Ель-Хаджрі Ель-Гарбі. Ширина прибережної смуги становить близько 25 км.
На сході межує з мухафазах Маскат, на південному сході з регіоном Ед-Дахілія, на південному заході з регіоном Ез-Захіра, на заході з мухафазах Ель-Бураймі, на північному заході з ОАЕ.

## Адміністративний поділ
Регіон ділиться на 12 вілайєтів (найбільша кількість в Омані) з центрами в містах:
- Сохар
- Ель-Хабура
- Сахама
- Ліва
- Шинас
- Рустак
- Барка
- Ель-Мусанна
- Ель-Ауабі
- Ваді-ель-Муавіль
- Нахль
- Ес-Сувейк